# Virágház
A Virágház (szerbül: Kuća cveća; angolul: The House of Flowers) Jugoszlávia első elnökének, Josip Broz Tito (1892-1980) marsallnak végső nyughelye Belgrádban.
Tito 1980. május 4-én halt meg, temetésén 127 ország 209 delegációja vett részt, ami akkor bekerült a Guinness Rekordok Könyvébe. 1982-ben nyitották meg a látogatók előtt. A Virágház a belgrádi Jugoszlávia-múzeumban található. A múzeumban Tito személyes tárgyai, kitüntetései és a néptől valamint politikusoktól kapott ajándékait állították ki.
A látogatók száma május 25-én – az egykori Ifjúság napján (Tito születésnapján) – a legnagyobb.
2013-ban itt temették el Tito feleségét, Jovanka Brozt is.